# Elettrizzazione
L'elettrizzazione è un fenomeno fisico (o anche il processo) che consiste nel fornire una carica elettrica ad un corpo inizialmente privo di carica (elettricamente neutro).

## Metodologie
Esistono tre modi per elettrizzare un corpo:
- Per strofinamento (o strofinìo)[2]: fenomeno caratteristico di diversi materiali (sia dielettrici che conduttori, questi impugnati per mezzo di isolanti) che, quando sono strofinati, ad esempio con panni di lana, acquisiscono carica elettrica. Si possono caricare in questo modo materiali come ad esempio la plastica, il vetro, l'ambra, la bachelite (tutti isolanti), ma anche metalli, purché mantenuti isolati durante il processo. È un'elettrizzazione per strofinio anche quella dell'automobile in una giornata ventosa e quella della scala mobile da parte del nastro di gomma. Nel processo uno dei due corpi perde elettroni grazie all'energia data dalla forza di attrito, diventando così carico positivamente, e l'altro corpo li acquista, diventando carico negativamente.
- Per contatto[3]: un conduttore (neutro) isolato può essere caricato mettendolo a contatto con un secondo corpo che possiede un eccesso di cariche elettriche dello stesso segno.
- Per induzione elettrostatica[4]: avviene quando un corpo carico viene posto vicino ad un conduttore (neutro) isolato. In questo caso le cariche che si trovano su di esso si ridistribuiscono. Le cariche di segno opposto a quelle del corpo inducente sono da esso attirate, le altre allontanate. Il conduttore quindi è attirato dal corpo inducente e le sue cariche sono in totale nulle ma distribuite vicine e lontane dal corpo inducente, pertanto se il conduttore si può dividere in due parti, è sufficiente separarle affinché risultino elettrizzate con cariche uguali e di segno opposto. (È un'elettrizzazione per induzione quella degli scaffali metallici in un ipermercato quando l'involucro esterno dell'edificio metallico è elettrizzato per strofinio dal vento). In alternativa, anziché dividere il corpo "indotto" in due parti si può metterlo a terra (cioè collegarlo elettricamente col terreno: in questo modo le cariche di segno uguale a quello del corpo carico "inducente" si spostano nel terreno) e poi staccare il collegamento a terra prima di allontanare il corpo "inducente". Così sul corpo "indotto" rimangono solo le cariche di segno opposto al corpo "inducente", anche quando questo viene allontanato. Un ulteriore metodo per separare le cariche di un corpo è quello di adoperare uno strumento costituito da due cilindri metallici posti in maniera orizzontale alla stessa altezza. Elettrizzando una bacchetta e avvicinandola al cilindro, le cariche positive si distribuiranno su un cilindro mentre le negative nel cilindro opposto. Successivamente, allontanando i due cilindri è possibile avere un cilindro carico negativamente e l'altro carico positivamente.

Un fenomeno analogo all'induzione elettrostatica ma tipico dei soli isolanti consiste nella polarizzazione di un isolante. Questo avviene per mezzo di una ridistribuzione delle cariche successiva all'avvicinamento di un corpo non neutro all'isolante. Le cariche non sono libere di muoversi come in un conduttore (dove si avrebbe l'induzione), ma le molecole si posizionano in modo da presentare la parte positiva tutte da uno stesso lato, la negativa dall'altro. La somma delle forze attrattive (date dalla legge di Coulomb) che si esercitano tra la nuova distribuzione delle cariche e le cariche del corpo non neutro (di segno opposto) è leggermente maggiore alla somma delle forze repulsive (anch'esse date dalla legge di Coulomb) per via della differente distanza: pertanto il corpo viene attratto dal corpo non neutro, anche se in totale rimane neutro. Di solito comunque la forza risultante è piuttosto piccola rispetto alle forze più comuni, ad esempio perché vinca la forza di gravità c'è bisogno che la massa sia ragionevolmente piccola, come quella di pezzettini di carta attirati dalla plastica di una penna caricata per strofinio. La carica che viene accumulata sugli isolanti col metodo dello strofinio si mantiene per un lungo intervallo di tempo, in particolare se l'aria dell'ambiente in cui si compie l'esperimento è secca.

## Polarizzazione elettrica
La polarizzazione elettrica è la presenza di cariche superficiali in un corpo di materiale dielettrico sottoposto ad un campo elettrico;la somma algebrica delle cariche elettriche dovute alla polarizzazione elettrica è nulla e il fenomeno scompare, in generale, al cessare dello stimolo esterno ovvero del campo elettrico esterno. L'effetto di schermo è limitato alle deformazioni della struttura elettronica microscopica attorno alla posizione di equilibrio: gli elettroni possono deformare i propri orbitali spostando leggermente la propria posizione rispetto ai nuclei. Di conseguenza si forma un dipolo elettrico di piccolissima intensità per ogni atomo del materiale mentre la somma dei dipoli microscopici produce il dipolo elettrico totale del solido. Esistono alcuni materiali elettrici particolari, cosiddetti ferroelettrici, che mantengono la polarizzazione anche quando lo stimolo esterno viene a mancare; questi materiali hanno solitamente proprietà piezoelettriche. Si hanno in generale due tipi di polarizzazione elettrica: la polarizzazione per deformazione e la polarizzazione per orientamento.